# Exxpress
Exxpress (Eigenschreibweise eXXpress) ist ein seit März 2021 bestehendes österreichisches Boulevard-Onlinemedium. Gründer sind Richard Schmitt, der bis Jänner 2024 auch Chefredakteur war, sowie die Geschäftsführerin Eva Schütz-Hieblinger.
Aufgrund wahrheitswidriger Berichterstattung, Beziehungen zu rechtsextremen Aktivisten und weiteren Skandalen ist eXXpress selbst immer wieder Thema der Berichterstattung anderer Medien.

## Programmatik und Reichweite
Laut Eigendarstellung ist Exxpress ein „bürgerlich-liberales Digitalmedium für Politik und Wirtschaft“, unabhängig von politischen Parteien und Interessenvertretungen, das unter anderem „für eine Stärkung der persönlichen Freiheitsrechte, der Meinungsfreiheit sowie für eine Förderung von Toleranz im Sinne des Humanismus und der Aufklärung“ eintrete. Die Gründer bezeichnen Exxpress als „gehobenen Boulevard“. In Bezug auf andere politische Blogs meinte Schütz in einem Horizont-Interview, dass Exxpress nicht durch Skandalisierung Quote machen wolle.
In einem Artikel der österreichischen Tageszeitung Der Standard wird Exxpress als „konservative Plattform“ dargestellt, wobei Geschäftsführerin Eva Hieblinger-Schütz als der ÖVP nahestehend und Chefredakteur Richard Schmitt als für FPÖ-Strache kampagnisierend bezeichnet wird. Im Mai 2024 bezeichnete Der Standard die Plattform als „stramm rechts“. Für die Generalsekretärin des Presseclubs Concordia, Daniela Kraus, ist Exxpress eine „verantwortungslose Hetzplattform“.
Eine Reichweitenerhebung sah Exxpress im Oktober 2022 bei 1,4 Millionen Unique Clients und damit auf dem 13. Platz im österreichischen Ranking. Die drei reichweitenstärksten Medien kamen im gleichen Zeitraum auf 8,7 respektive 7,5 und 6 Millionen Einzelzugriffe. Im März 2024 sank die Reichweite auf 525.000 Unique Clients. Im Mai 2024 sank die Reichweite weiter, diesmal auf 278.846 Unique User.
Spar Österreich führt das Medium auf seiner schwarzen Liste und tätige keine Einschaltungen (buche keine Werbeanzeigen), was von Chefredakteur Schmitt bestritten wurde. Die Zeitschrift profil berichtete aus einer internen Chat-Gruppe über die schnelle Entstehungsweise von nicht-exklusiven Texten: Diese dürften den Redakteur laut Richard Schmitt höchstens 30 Minuten in Anspruch nehmen.

## Team
Das Team bestand anfänglich aus insgesamt neun Redakteuren sowie drei Mitgliedern des Social-Media-Teams (Stand 2. März 2021). Insgesamt sollen achtzehn Menschen unter Vertrag stehen, die Hälfte davon in der „Newsportal-Redaktion“. Die übrigen Mitarbeiter sollen sich mit dem TV-Sender beschäftigen. Im Oktober 2023 hatte das Medium nach Kündigungen von 8 redaktionellen Mitarbeitern und Mitarbeiterinnen 16 Personen in diesem Bereich tätig. Im März 2024 sind 10 Vollzeitmitarbeiter beschäftigt.
Christian Ortner ist als Kolumnist und Berater für das Online-Medium tätig. In seiner ersten Kolumne klagte er über das mangelhafte Angebot an rechts-orientierten Medien. Daniela Holzinger-Vogtenhuber (ehemalige Abgeordnete SPÖ und JETZT) veröffentlicht ebenfalls eine Kolumne. Weiters im Team sind Journalist und Autor Peter Sichrovsky (ehemaliger Europaabgeordneter und Generalsekretär der FPÖ), die Journalistin Ruth Pauli, der Jugendforscher Bernhard Heinzlmaier, Elisabeth Hechenleitner (ehemalige Pressesprecherin der FPÖ), Anna Dobler (ehemals Salzburger Krone, Kündigung 2022, siehe Abschnitt tieferstehend) und Sandra Jungmann (Woman).
Laut profil sind auch Ex-Redakteure von Österreich (oe24.at) und der Wiener Zeitung bei Exxpress tätig. Außerdem soll René Rabeder dabei sein, ein ehemaliger Mitarbeiter des FPÖ-nahen Wochenblick, das zahlreiche medienethische Verstöße aufzuweisen hat. So hege Rabeder Sympathien für private Milizen, die zum Bürgerkrieg bereit gewesen seien, wäre der damalige US-Präsident Trump seines Amtes enthoben worden. Weiters empfinde er die Identitäre Bewegung nicht als rechtsextrem.
Das Medium wurde von Richard Schmitt aufgebaut, der am 22. Jänner 2024 erklärte: „Der 'Exxpress' bin ich. Warum soll ich mich zurückziehen? Das ist mein Baby“. Am 24. Jänner verlautbarte Eva Schütz, dass Schmitt nicht mehr Chefredakteur sei.

## Exxpress-TV (Juni 2021–September 2023)
ExxpressTV wurde seit Juni 2021 außer über den Eigen-Online-Auftritt auf Youtube sowie im Kabelnetz auf Kanal 170 von Magenta gesendet. Teil des Programmes waren Nachrichten, Nachrichtenreports, Sendungen mit Fokus auf Geschichtliches sowie ein „Lifecoach-Format“. Ende September 2023 wurde bekannt, dass die Entwicklung des Fernsehformats sich im derzeitigen Umfeld nicht finanzieren ließe. Die Mitarbeiter wurden zur Kündigung angemeldet. Videobeiträge zu Artikeln und auch Schmitts Sendung Expresso solle es weiterhin geben.

## Finanzierung und Vermarktung
Die ersten drei Jahre des Bestehens von Exxpress seien mit etwa 1 Million Euro pro Jahr finanziell gesichert, so Schütz bei Gründung. Nach der dreijährigen Startphase sollte das Projekt eigenständig Gewinn einbringen können. Bei der Finanzierung sollte Werbung die Hauptrolle spielen. Seit Februar 2023 vermarktet die k-digital Medien GmbH & Co KG, ein Tochterunternehmen des Kurier Medienhauses (Kurier Zeitungsverlag und Druckerei GmbH) Exxpress. Zum Jahresende 2022 gewährte Eva Schütz ein Wandeldarlehen in der Höhe von 1,185 Millionen Euro. Nach dem Ende der Fernsehsender-Ambitionen wurde von Schütz das Ende der roten Zahlen vier Jahre nach dem Marktstart erwartet. Ende 2023 musste Exxpress wegen Bilanzverlust in Höhe von 6,5 Millionen Euro die Rücklagen in Höhe von 4,8 Millionen Euro auflösen und 1,1 Millionen Euro Stammkapital einsetzen.

## Eigentümerstruktur
Exxpress wird über die am 28. Jänner 2021 gegründete web Exxpress Medien Holding GmbH, Firmenbuchnummer FN 551658m, mit Sitz im 8. Wiener Bezirk, betrieben.
Im Jänner 2024 wurde bekannt, dass die Herausgeberin Eva Schütz ihre Gesellschafteranteile an der web Exxpress Medien Holding GmbH auf 72,64 Prozent aufstockte, Richard Schmitt, die Rutter Leasing GmbH und Trapp Besitz GmbH die Medienholding verlassen haben – „ohne Gegenleistung“ –, jedoch die Liechtensteiner Libertatem-Stiftung mit 25,22 Prozent und die Utiply Family Office GmbH mit 2,14 Prozent ihre Anteile weiterhin halten.
Zum 17. Mai 2024 übernahm die Betreiberfirma Vius des Millionärs Frank Gotthardt, zu der auch das rechtspopulistisch und rechtskonservativ ausgerichteten Online-Medienportal Nius um den ehemaligen Bild-Chefredakteur Julian Reichelt gehört, 25 Prozent der Exxpress Medien Holding. Im November 2024 wurden die Anteile auf 50 Prozent erhöht. Im Jänner 2025 wurde der Anteil von Vius auf 75 Prozent aufgestockt.
Anteilseigner der Holding zum Stand Jänner 2025 waren:
- Vius SE & Co KGaA: 75 Prozent (Nius)
- Eva Schütz Beteiligungs GmbH: 16,05 Prozent
- Libertatem-Stiftung: 7,33 Prozent (Liechtensteiner Stiftung mit dem Stiftungszweck „Förderung der Meinungsfreiheit und von kritischem Journalismus“)
- Alexander Schütz: 1,15 Prozent
- CAB GmbH: 0,24 Prozent
- Wolf-Dietrich Schneeweiss: 0,24 Prozent

## Kritik
Exxpress wird unter anderem wegen tendenziöser bis wahrheitswidriger Berichterstattung kritisiert. Im Branchenmagazin Horizont stand Anfang 2024, dass das Portal für seinen kontroversen Stil „nicht nur zuletzt harsch kritisiert“ wurde.

### Mangelnde Unabhängigkeit
Nähe zur Österreichischen Volkspartei
In einer parlamentarischen Anfrage vom 17. März 2021 an Bundeskanzler Sebastian Kurz äußerte die SPÖ Bedenken aufgrund einer möglichen Parteinähe von Exxpress zur Österreichischen Volkspartei (ÖVP). Der Grund dafür war, dass Eva Schütz Mitarbeiterin im Kabinett des Ex-Finanzministers Hartwig Löger (ÖVP) war und unter der türkis-blauen Regierung in den Aufsichtsrat der ÖBB Rail Cargo entsandt wurde. Weiters ist ihr Ehemann Alexander Schütz, der 2017 bis 2021 Aufsichtsrat der Deutschen Bank war, Großspender der ÖVP.
Nähe zur Freiheitlichen Partei Österreichs
In Bezug auf Chefredakteur Richard Schmitt weisen Medien auf ein Naheverhältnis zu Heinz-Christian Strache (ehemals Freiheitliche Partei Österreichs (FPÖ), Team HC) beziehungsweise der FPÖ hin. Dies begründen sie damit, dass Strache im Zuge der Ibiza-Affäre dabei aufgenommen wurde, als er über Journalisten herzog („Journalisten sind ja sowieso die größten Huren auf dem Planeten. Sobald sie wissen, wohin die Reise läuft, funktionieren sie so oder so. Man muss es ihnen ja nur kommunizieren“) und dabei Richard Schmitt namentlich und lobend als Ausnahme hervorhob (er sei einer „der besten Leute, die es gibt“). Schmitt verlor daraufhin seine Position bei der Online-Version der Kronen Zeitung (krone.at). Im Jahr 2020 veröffentlichte Handynachrichten zeigten, dass Schmitt und Strache vorhatten, ein gemeinsames eigenes Medium aufzubauen. Dieses Vorhaben wurde allerdings nie in die Tat umgesetzt.

#### Nähe zur Identitären Bewegung und Wochenblick
Im Juni 2024 veröffentlichte Exxpress einen Artikel von Magdalena Menegus mit der Überschrift „Make Europe great again“. Sie war bis 2021 Autorin bei Freilich, dem Nachfolgemagazin der rechtsextremen Zeitschrift Die Aula, und nimmt an Kundgebungen der Identitären Bewegung teil. Menegus ist zugleich Autorin bei Nius, über ihre Verbindungen zur AfD und den Identitären wurde im ZDF Magazin Royale vom 6. Dezember 2024  berichtet. Ab 2021 war der frühere Chef vom Dienst, René Rabeder, beim rechtsextremen Wochenblick als Autor beschäftigt.

### Tendenziöse bis wahrheitswidrige Berichterstattung
- Am 15. März 2021 startete Exxpress seinen Auftritt in der Medienlandschaft mit der Veröffentlichung des Tonbandes der Ibiza-Affäre in gesamter Länge.[54] Laut Frankfurter Allgemeiner Zeitung hat Exxpress hier „eine vermeintliche Sensation“ präsentiert, da die von Schmitt publizierten Inhalte keinen Neuigkeitswert hätten.[48] Schmitt spricht im Rahmen der Veröffentlichung des gesamten Tonbandes von entlastendem Material zugunsten von Heinz-Christian Strache.[55] Bereits 2019 hat der damalige oe24.at-Chefredakteur Schmitt die journalistische Sorgfaltspflicht missachtet. Laut dem Landesgericht für Strafsachen Wien wurden nach erster Veröffentlichung des Ibiza-Videos im Mai 2019 in Artikeln Schmitts gewisse Behauptungen „herbeigeredet“; die Veröffentlichungen seien außerdem „tendenziös“ gewesen. In einem weiteren Vorwurf habe er rechtskräftig einen Artikel „reißerisch dargestellt“ und Verbindungen hergestellt, die „reißerisch wahrheitswidrig“ sind.[56]
- Ein Faktencheck des Falters überprüfte die Meldung „Mordanschlag auf FPÖ-Politiker: Spur führt in die Antifa-Szene“. Bei einem sichtbar als Auto der FPÖ zu erkennenden Fahrzeug waren die Radmuttern gelöst worden. Die Nachfrage bei der Polizei ergab, dass keine Spur in die Antifa-Szene verfolgt wurde. Die Polizeisprecherin sagte: „[J]eder hätte die Radmuttern lockern können“.[57]
- Im Oktober/November 2021 kam es im Umfeld der Hausdurchsuchungen im Bundeskanzleramt, bei einer Meinungsforscherin und der ÖVP-Zentrale zu einem Bericht von Exxpress, bezugnehmend auf Recherchen von „Plagiatsjäger“ Stefan Weber, dass ein ermittelnder Staatsanwalt der Wirtschafts- und Korruptionsstaatsanwaltschaft privat mit einer der Sachbearbeiterinnen liiert war, die für die Staatsanwaltschaft die Chats auswertete. Exxpress schrieb dabei, dass der Chefredakteur des Falters (Florian Klenk) und der Staatsanwalt im gleichen Ort wohnten, sowie die Luftlinie („1500m“[58]) zwischen den Wohnsitzen. Das wurde von Klenk als Bedrohung seiner Familie gewertet. Das Veröffentlichen von Privatadressen von Ermittlern wurde von mehreren Seiten kritisiert, darunter dem Büro der Justizministerin, den Staatsanwälten und dem Presseclub Concordia.[59] Nicht behauptet, aber insinuiert wurde, der Staatsanwalt habe Klenk Informationen zukommen lassen.[60]
- Im März 2022 wurde Exxpress (nicht rechtskräftig) zur Zahlung von 10.000 Euro wegen übler Nachrede gegen einen Journalisten des Tagesspiegels verurteilt. Dabei wurde auch bekannt, wie die Recherche zum inkriminierten Artikel erfolgte: „Der ‚Exxpress‘-Redakteur bekam von seinem Chefredakteur Richard Schmitt einen Tweet zu dem Fall weitergeleitet. Die Quelle ist unbekannt, die Recherche beschränkte sich auf die Internetlektüre eines kroatischen Artikels, übersetzt mit Google Translate, und das Überfliegen der Geschichte auf orf.at und spiegel.de, erzählt der Redakteur als Zeuge.“[61] Im Dezember 2022 wurde die Verurteilung rechtskräftig.[62]
- Im November 2022 veröffentlichte der Exxpress eine als antisemitisch eingestufte Karikatur. Erst nach heftiger öffentlicher Kritik, wobei sie zuerst vom Chefredakteur Richard Schmitt verteidigt wurde, wurde der Artikel gelöscht. Von der Israelitischen Kultusgemeinde und Presserat wurde die Veröffentlichung heftig kritisiert, für die grüne Kultursprecherin Eva Blimlinger stellt sie einen Fall dar, der zum Entzug der Presseförderung führen könnte.[63]
- Im Juni 2023 erschien ein Interview, das Richard Schmitt mit dem russischen Botschafter in Wien, Dmitri Ljubinski, geführt hatte. Darin werden mehrere Propaganda-Aussagen Russlands zum russischen Überfall auf die Ukraine 2022 und dem Russisch-Ukrainischen Krieg unwidersprochen wiedergegeben. Für den Fernsehmoderator und Journalisten Armin Wolf stellt sich die Frage, warum das Medium mit österreichischem Steuergeld und nicht mit russischem finanziert werde. Auch der Völkerrechtsexperte Ralph Janik kritisierte, dass hier die Verbreitung russischer Propaganda Presseförderung erhalte.[64] Das Watchblog kobuk.at beschreibt Exxpress als Quelle von Putin-Propaganda.[65]
- Im Juli 2023 erschien ein Artikel des Exxpress, in dem behauptet wurde, dass es eine „brutale Schlägerei“ in einem öffentlichen Bad in Wien gegeben habe. Ein Sprecher der Wiener Bäder kommentierte den Artikel als „frei erfunden und gelogen“, auch die Wiener Polizei bestätigte, dass es keinen entsprechenden Zwischenfall gegeben habe.[66]
- Auf dem Kurznachrichtendienst X verfolgt ein anonym bleibender User „Björn Björnsen“ die Berichterstattung von Exxpress und überprüft sie auf Fehler. Dabei wird er fast täglich fündig.[33]
- Am 28. November 2023 wurde Exxpress nicht rechtskräftig zur Zahlung von 12.938 Euro verurteilt, weil in 46 Artikeln über die Scheidung von H. C. Strache in dessen persönlichen, privaten Lebensbereich eingegriffen wurde. Die Anklage hatte 100.000 Euro gefordert, die Richterin setzte die Summe aber bewusst niedrig an, um nicht ein Medium in finanzieller Schieflage mit geringer Reichweite in der Existenz zu bedrohen.[67][68]

### Debatte um entlassene stellvertretende Chefredakteurin 2022
Die stellvertretende Chefredakteurin Anna Dobler wurde am 25. Jänner 2022 via gemeinsam von Herausgeberin Eva Schütz und Chefredakteur Schmitt auf Twitter publizierter Veröffentlichung entlassen, weil sie in einem Tweet über die Nationalsozialisten die Behauptung aufgestellt hatte: „Das waren nicht nur Mörder, sondern durch und durch Sozialisten“. Jan Fleischhauer verteidigte Dobler mit Hinweis darauf, der Historiker Götz Aly vertrete in seinem Buch Hitlers Volksstaat (2005) ähnliche Thesen. Der irische Historiker Brendan Simms sagte in einem Interview, Nationalsozialisten hätten sich selbst als Sozialisten verstanden, eine sozialistische Politik allerdings nicht verfolgt. Für den Universitätsprofessor Werner Suppanz stimmt die Aussage von Dobler „eindeutig nicht“.
Im Februar 2022 reichte Dobler beim Arbeits- und Sozialgericht Wien eine Anfechtungsklage wegen ihrer Entlassung ein und erhob darin „schwere Vorwürfe gegen ‚Exxpress‘ und dessen Chefredakteur Richard Schmitt“. Es herrsche in der Redaktion eine „journalistisch-unethische [sic!] Handlungsweise“ vor; so würden bevorzugt politisch rechts stehende Mitarbeiter engagiert und Artikel nicht sauber recherchiert, abgeschrieben und kopiert. Auch würden Frauen in der Redaktion schlechter bezahlt als Männer. Schließlich führte sie in ihrer Klage Beispiele von Texten der Webplattform an, die Ähnlichkeiten zwischen Kommunismus und dem Nationalsozialismus beinhalten sollen. Ihre Argumentation bestand darin, dass die ihr vorgeworfene Aussage Blattlinie gewesen wäre und sie aus anderen Gründen entlassen worden wäre. Schmitt äußerte sich auf Anfrage des Standard nicht, schrieb jedoch Mitte Februar in einem weiteren Tweet: „Die Dame hat Irres über die Täter des Holocaust getwittert, wollte sich dafür nicht einmal entschuldigen, klagt nun den exxpress und verbreitet böse Unwahrheiten über ihre Kollegen – aktuell eher wenig Gesprächsbasis.“ Im März fand vor dem Wiener Arbeits- und Sozialgericht die erste Verhandlung statt, das Verfahren wurde jedoch außergerichtlich beendet.

### Morddrohungen gegen Armin Wolf
Anfang Jänner 2024 stand über 30 Stunden im moderierten Forum der Website ein Aufruf, einen Molotow-Cocktail auf die „Sozialisten“ am „Klüngelberg“ (gemeint Küniglberg als Synonym für die Sendezentrale des ORF) zu werfen. Das Posting wurde mit 17 „Likes“ versehen, bevor es nach Aufmerksamkeit in sozialen Medien wortlos gelöscht wurde. Der beim Artikel abgebildete Moderator Armin Wolf nannte Exxpress eine „Dreckschleuder“ und kritisierte, dass es mehr als 1 Million € jährlich aus öffentlicher Hand gebe und es sogar für die Journalistenausbildung gefördert würde. Auch der Presseclub Concordia kritisierte Exxpress scharf. Die Polizei nahm Ermittlungen auf.
Der ORF leitete rechtliche Schritte ein, um die Nutzerdaten von Exxpress zu bekommen. Exxpress nahm Stellung, indem ausgesagt wurde, dass der Kommentar sofort nach Bekanntwerden gelöscht worden wäre, und sagte ebenfalls seine Zusammenarbeit mit den Behörden zu. Da der Verfasser der Drohung nicht ausgeforscht werden konnte, wurden die Ermittlungen im Mai 2024 abgebrochen. Der Abgang von Schmitt als Chefredakteur fiel in zeitliche Nähe mit diesem Skandal.